# 卡拉姆·加拉赫
卡拉姆·加拉赫（英語：Calum Gallagher；1994年9月13日—）是一位蘇格蘭足球運動員。在場上的位置是前鋒。出身於格拉斯哥流浪者足球俱樂部，效力期間曾被外借至考登比斯足球俱樂部。現時效力蘇格蘭足球冠軍聯賽球隊圣米伦足球俱乐部。